# GEO (folyóirat)
A Geo folyóirat (saját írásmódjával GEO) a hamburgi Gruner und Jahr lapkiadó terméke. A magazin elsősorban természettudománnyal, ezen belül biológiával és orvostudománnyal, valamint utazással és politikával foglalkozik. A havilap ismert kiterjedt és részletes fotóriportjairól. Magyarországon a Ringier Hungary Kft. kiadásában jelenik meg, a magyar kiadás főszerkesztője Koszó-Stammberger Kinga.

## Története
Rolf Gillhausen alapította 1975-ben. A hivatalosan első szám 1976 októberében jelent meg. Az utóbbi évtizedben az eredetileg németországi lap több más nyelven is piacra került, köztük magyarul is, továbbá indiai angolul, bolgárul, csehül, franciául, görögül, horvátul, olaszul, oroszul, spanyolul, szlovénül, törökül.
A főszerkesztő jelenleg Peter-Matthias Gaede.

## A lapcsalád
A GEO magazin mellett a németországi honi piacon léteznek még más, szintén a GEO logójával megjelenő önálló folyóiratok. Ezek a zöld helyett más színt alkalmaznak a borítón:
- GEO Special (sötétkék) egy bizonyos témával foglalkozó utazási magazin, 1981 óta jelenik meg, eleinte negyedévenként, jelenleg kéthavonta. Minden szám egy bizonyos országgal, régióval, várossal foglalkozik, de időnként olyan témákkal is jelentkezik, mint „Európa legszebb parkjai”, „Nagy utazások” vagy „Mágikus helyek”. Példányszáma 2009 második negyedévében: 146 845.
- GEO Wissen (vörös) egy bizonyos témával foglalkozó tudományos ismeretterjesztő magazin. 1987 óta félévente a humán- és természettudományok legújabb kutatási eredményeivel illetve az emberre és a társadalomra gyakorolt hatásával foglalkozik. Időnként a magazin külön DVD melléklettel jelenik meg. Példányszám: 140 000.
- GEO Saison (világos sárga) sokoldalú turista magazin és 1989 óta évente tízszer jelenik meg. Minden alkalommal egy bizonyos úticélról számol be részletesen, tartalmaz egy ún. dossziét (Dossier) valamint extra ötleteket, információkat. Példányszáma 2009 második negyedévében: 154 033.
- GEO Saison Extra (sötét sárga) 1999 óta van piacon és félévente jelenik meg. Tájakkal, kertekkel, lakáskultúrával, éttermekkel, szállodákkal foglalkozik. Példányszáma: 70 ezer.
- GEOlino (sötétzöld színes GEO-felirattal) gyermekmagazin, 1996 óta jelenik meg – 2001. január óta havonta– és a 8 és 14 év közötti korosztályt célozza. A szövegek, fényképek, illusztrációk gyermekek számára is érthetőek, tartalmaznak játék- és barkácsötleteket, rejtvényeket és posztereket. Példányszáma 2009 második negyedévében: 287 333. A magazin 2010. január óta havonta Braille-írásos változatban is megjelenik.[2]
- GEOlino extra (sötétebb zöld) 2002 decembere óta jelenik meg, eleinte fél, majd negyedévente, egy bizonyos témával foglalkozik és 8-16 év közöttiek számára készül. A GEOlino magazin 100 oldalas különkiadása. Példányszáma 2009 második negyedévében 116 380
- GEOmini (sárga) 2009 szeptembere óta jelenik meg kisiskolások számára mint kezdő-olvasó. A példányszáma 90 ezer.
- GEO Epoche (fekete) történelmi folyóirat és nagy történelmi témákkal foglalkozik, mint például az ókori Egyiptom, a Római Birodalom vagy a Középkor, illetve kortörténettel is, mint pl. a Német Szövetségi Köztársaság létrejötte vagy 2001. szeptember 11. jelentősége. 1999 óta jelenik meg, eleinte félévente, 2004 óta negyedévente és 2008 óta kéthavonta. 2007 óta részben külön DVD melléklettel. Példányszáma 2009 második negyedévében: 252 450.
- GEOkompakt – Die Grundlagen des Wissens (szürkéskék) egy témával foglalkozik az általános műveltség területéről. 2004 óta jelenik meg negyedévente. Példányszáma 180 000.